# Мјесец историје особа са инвалидитетом
Мјесец историје особа са инвалидитетом јесте годишња манифестација којам се у једном мјесечно обиљежава историја Покрет за права особа са дисабилитетом, као и обележавање достигнућа особа са инвалидитетом. Манифестација се одвија у само неким земљама.

## Србија и окружење
Република Србија, као ни земље у окружењу немају владине пројекте којима би један мјесец у години прогласили за мјесец посвећен инвалидности или особама са инвалидитетом. Умјесто тога, 3. децембар је дан који се обиљежава као Међународни дан особа са инвалидитетом.

## Уједињено Краљевство
У Уједињеном Краљевству, појединци и организације учествују у обељежавању незваничне манифестације мјесец историје инвалидности. Празник је први пут је обељежен 2010. године и годишње је планирано да траје од 22. новембра до 22. децембра.

## Сједињене Америчке Државе
Конгрес Сједињених Америчких Држава је законски одредио мјесец октобар као стални, грађански празник под називом Национални мјесец информисања о запошљавању особа са инвалидитетом.

### Ајдахо
У америчкој држави Ајдахо, 2007. године, донесен је закон којим је сваки мјесец октобар проглашен као мјесец историје инвалидности.

### Масачусетс
Општи закон америчке државе Масачусетса налаже да гувернер ове државе „годишње издаје проглас којим се мјесец октобар издваја као мјесец историје инвалидности како би се повећала свијест и разумијевање доприноса које дају особе са инвалидитетом“.

### Мисури
У мају 2011. године, законодавно тијело Мисурија усвојило је приједлог закона, који овлашћује школске одборе да захтевају пружање инструкција о историји инвалидитета и подизању свијести у јавним школама током мјесеца октобра сваке године. Приједлог закона је одредио мјесец октобар као „Мјесец историје и свијести о инвалидности“.

### Вашингтон
У америчкој држави Вашингтон, октобар је законски одређен грађански празник који се зове Мјесец историје инвалидности. Приједлог закона о успостављању празника прошао је државни парламент 2008. године и кодификован је у наслову 28А Ревидованог кодекса Вашингтона. Поред церемонијалног одређивања, закон такође захтјева да „свака јавна школа спроводи или промовише образовне активности које пружају упутства, свијест и разумијевање историје инвалидности и особа са инвалидитетом

### Тексас
Законодавна скупштина Тексаса је законски одредила октобар као понављајући, једномјесечни грађански празник под називом „Мјесец историје и свијести о особама са инвалидитетом“ да би „охрабрили јавне школе и државне агенције да прослављају достигнућа људи са инвалидитетом, истичући достигнућа Тексашана са инвалидитетом који су дали значајан допринос држави и изузетних Американаца који су предводили покрет за права особа са инвалидитетом“.

### Делавер
Америчка држава Делавер је 2011. године, означила мјесец октобар као „Мјесец историје и свијести о инвалидности“.